# Чертолог
Чертоло́г (Черта-Лог) — упразднённое село в Гурьевском районе Кемеровской области. Входило в состав Касьминского сельсовета.

## История
Во времена СССР — населённый пункт в составе Вагановского (позже Касьминского) сельсовета Гурьевского района.
В 1929 году была основана библиотека, которая проработала до 1961 года. Также в селе были средняя школа, клуб, медпункт, отделение связи, сельсовет.
В соответствии с Указом Президиума Верховного Совета РСФСР от 1 февраля 1963 года «Об укрупнении районов, образовании промышленных районов и изменении подчинённости районов и городов Кемеровской области» село Чертолог вошло в состав Беловского района.
Решением Кемеровского облисполкома № 778 от 27 декабря 1967 года в состав села Чертолог вошёл посёлок Чесноково.
17 мая 1978 года решением Кемеровского облисполкома № 238 село Чертолог Касьминского сельсовета исключено из списка учётных данных.

## География
Село Чертолог расположено в северо-западной части Гурьевского района на реке Чесноковка в 3,5 километрах от посёлка Тайгинский леспромхоз и в 7-ми километрах от границы Кемеровской и Новосибирской областей.
В настоящее время — урочище на фоне опустевшего населённого пункта. Территория посёлка находится на землях лесного фонда относящимся к Гурьевскому лесничеству.
Центральная часть бывшего населённого пункта расположена на высоте 339 метров над уровнем моря.

## Население
В 1968 году проживало 98 человек, имелось 35 хозяйств.
В настоящее время население полностью отсутствует.